# 亚洲大学生篮球联赛
亚洲大学生篮球联赛（英語：Asian University Basketball League, AUBL）是首个区域性亚洲大学生篮球联赛，汇聚了中国、日本、韩国、台灣、蒙古等国家和地区的顶级高校篮球队。
亚洲大学生篮球联赛由亚洲大学生体育联合会(AUSF)官方认证并主办，亚洲校园篮球有限公司独家运营。2024年11月，亚洲大学生体育联合会与香港体育控股公司Realeague达成战略合作，共同官宣创立该联赛。本賽事首位CEO由Realeague CEO李錦天兼任，本賽事創立亦得到蔡崇信的投資，蔡為台灣出生，時任紐澤西籃網老闆暨阿里巴巴主席。
首届亚洲大学生篮球联赛于2025年8月18日至24日在杭州举办。在为期一周的锦标赛里，12支顶尖大学球队将展开24场激烈的角逐，争夺联赛史上首个总冠军。2026年起，亚洲大学生篮球联赛将全面升级为横跨6个月的主客场赛制，最终在中立场地举办终极四强赛，决出冠军球队。

## 历届成绩
| 2025 详细 | 杭州 |  |  |  |  |  |  |